# エリザベタ・コトロマニッチ
エリザベタ・コトロマニッチ（ボスニア語：Elizabeta Kotromanić, 1340年 - 1387年1月16日）は、ハンガリー王兼ポーランド王ラヨシュ1世の2番目の妃。ハンガリー語名コトロマニチ・エルジェーベト（Kotromanić Erzsébet）、ポーランド語名エルジュビェタ・ボシニャチュカ（Elżbieta Bośniaczka）。娘マーリア女王の摂政を務めた。
現代の歴史家たちはエリザベタをしたたかな女王として描くことが多い。彼女は同時代人から、有能だが娘の地位を守るために政治的策謀を駆使した冷酷な政治家と見られていた。エリザベタの死後、マリア・テレジアが即位するまでハンガリーを実質的に統治した女性支配者は現れなかった。

## 生涯
エリザベタの父親はボスニア太守、コトロマニッチ家の家長、ボゴミル派の流れをくむボスニア教会の信徒だったスティエパン2世（1312年 - 1353年）である。母親エルジュビェタはポーランド王ヴワディスワフ1世の姪孫で、ローマ・カトリック教会の信徒であった。エリザベタは両親にとって成長した唯一の子供だった。ただし、一部の歴史家はツェリェ伯夫人カタリナという女性が、エリザベタの姉妹だと主張している。父親を通じて、エリザベタはハンガリー王イシュトヴァーン5世の娘カタリンの曾孫にあたり、また母親を通じて、ハンガリー王妃フェネンナの姪孫にあたった。
スティエパン2世はセルビア皇帝ステファン・ウロシュ4世ドゥシャンから、エリザベタを自分の息子と結婚させてほしいという申し出を受けたが断った。自分の領土が、エリザベタの花嫁持参金という形でドゥシャンの帝国に吸収されるのを望まなかったのである。スティエパン2世の領国は甥のトヴルトコ1世に受け継がれたが、1357年、トヴルトコは領国をエリザベタの夫ラヨシュ1世に明け渡している。
ハンガリー王ラヨシュ1世の母親エルジュビェタは、ボスニア太守にエリザベタという名の幼い娘がいることを知ると、彼女を養育したいのでハンガリー宮廷にすぐ連れてくるよう要求した。スティエパン2世は最初ためらっていたが、結局は娘を手放した。エリザベタがハンガリー宮廷で3年間暮らした後、王母はスティエパン2世をハンガリーに呼びつけ、エリザベタとラヨシュ国王との結婚について話し合いをした。ラヨシュの最初の妃マルガレーテは、子供を授かるまえに早世していた。

### 結婚
1353年6月20日、エリザベタはラヨシュ1世と結婚した。ハンガリー王妃の父となったスティエパン2世の対外的な権威は飛躍的に高まった。しかしスティエパン2世はこの時すでに重病にかかっていて、ブダで行われた娘の結婚式にも出席できず、まもなく世を去った。エリザベタとラヨシュはそれぞれポーランドのクヤヴィ公カジミェシュ1世の玄孫、曾孫で、遠縁の関係にあることが分かった。ローマ・カトリック教会はこの結婚が近親婚を厳しく禁止する定めに抵触すると主張し、一部の教会法学者たちはハンガリー王とその花嫁を呪詛しようとさえした。同年の暮れ、教皇インノケンティウス4世はザグレブ司教に宛てた手紙の中で、二人の結婚に特免を与え、罪を許すと発表した。
エリザベタは完全に姑エルジュビェタの支配下にあった。この事実は、若い王妃に出仕する者たちが、もとは王母エルジュビェタに仕える者たちだったということからも窺える。エルジュビェタは宮廷の女主人の地位を嫁に譲ろうとしなかった。結婚当初、エリザベタはまったく無力な存在だった。1370年にラヨシュ1世がポーランド王位を継ぐにあたり、姑がポーランドの摂政となってハンガリーを離れるまで、エリザベタは長い忍従の時を過ごし、王妃として国政に重大な影響力をおよぼすのを待たねばならなかった。
エリザベタとラヨシュは結婚して17年のあいだ子供を授からなかった。エリザベタは不妊症と信じられ、ラヨシュが死んだ後の王位継承の危機が憂慮された。ラヨシュの姪エルジェーベトが、数年のあいだハンガリー王位の推定相続人と見なされていた。しかし1370年、エリザベタは長女カタリンを出産し、王位継承問題は一応の解決をみた。翌1371年には次女マーリアが、1373年には三女ヘドヴィグ（ヤドヴィガ）が生れた。エリザベタと3人の娘たちは、エリザベタが制作を依頼した登塔者シメオンの納骨箱に刻まれたレリーフの中に描かれている。
長女のカタリンは8歳のときに亡くなり、次女のマーリアが父の領するハンガリー王国とポーランド王国を受け継ぐと決まった。エリザベタはまた、娘たちの教育に関する本を執筆したと言われている。

### 摂政
マーリアは1382年、父王の死に伴って10歳でハンガリー女王となった。王母エリザベタは、1382年から亡くなる1387年まで娘の摂政を務めることになった。ハンガリー人はエリザベタによる実質的な支配を受け入れたが、ポーランド人はエリザベタの摂政政治を拒んだ。エリザベタは宮中伯ガライ・ミクローシュ1世の補佐を受け、国政を運営した。

#### ポーランド
ラヨシュ1世はマーリアをハンガリー、ポーランド両王国の相続人にしようと努力をかさねたが、ポーランド貴族はハンガリーとの同君連合の解消を望んでおり、マーリアとその未来の夫ジギスムントを自分たちの統治者と認めようとしなかった。そこでエリザベタは末娘ヘドヴィグ（ヤドヴィガ）をポーランドにおけるラヨシュの後継者にしようと考えた。2年間の折衝ののち、ヘドヴィグがポーランドの統治者となることが決まったが、エリザベタは幼い末娘を手放してポーランドに住まわせるのは気が進まなかった。エリザベタは結局ヘドヴィグをポーランドに送り込むことを承諾し、ヘドヴィグは1384年11月に国王として戴冠した。ヘドヴィグはクレヴァの合同条約によってリトアニアのヨガイラ大公と結婚したが、エリザベタもヘドヴィグの後見人として、この合同条約に関する交渉に参加している。エリザベタはまた娘婿のヨガイラを彼女の法的な養子にすることを求められたが、この養子縁組のおかげで、ヨガイラはヘドヴィグが死んだ場合もポーランド王位を保持できる権利を得た。

#### ハンガリー

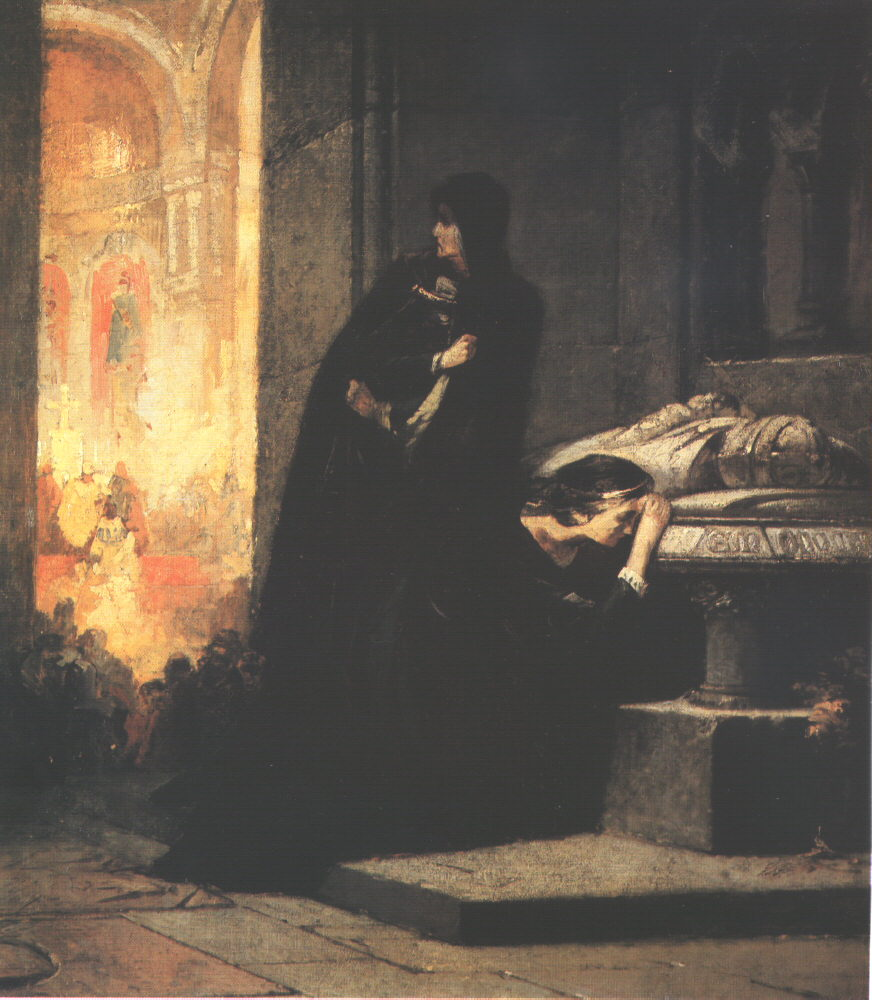
ラヨシュ1世の棺の前で王の死を嘆くエリザベタと娘のマーリア

マーリアの婚約者ジギスムント、その兄のローマ王・ボヘミア王ヴェンツェル（ヴァーツラフ4世）と多くのハンガリー貴族たちは、エリザベタと宮中伯ガライによる恐怖政治に反発していた。一方で反対派の貴族たちは、ジギスムントとマーリアの共同統治についてもさほど支持しているわけではなかった。ジギスムントとマーリア双方の親戚にあたるドゥラッツォ公カルロは、義理の伯母ジョヴァンナ女王を殺してナポリ王となっていたが、ハンガリーをも侵略すると脅迫してきた。カルロは自分をマーリアと結婚させて共同統治者にするか、マーリアを廃位して自分を後継者にせよと迫った。どちらを選んでも、エリザベタが権力を失うことは明白だった。このため1384年、エリザベタはフランス王シャルル5世と交渉を開始し、フランス王の息子のオルレアン公ルイとマーリアとの結婚の可能性について模索した。マーリアがジギスムントと婚約中であるにもかかわらず、である。ルイはかつてハンガリー、ポーランド王位を相続すると目されていたエリザベタの長女カタリンと婚約していた。もし1378年にカタリンが死んだとき、エリザベタがルイとマーリアとの結婚の提案を行っていれば、フランス王とハンガリー王が同じ教皇を支持していない、という事実が新たな婚約実現の障害になっていたと思われる。しかし、1384年の時点ではエリザベタは窮地にあり、シスマの問題を交渉中の議題に挙げる気はさらさらなかった。アヴィニョンの教皇クレメンス7世はマーリアのジギスムントとの婚約解消について特免を与え、1385年4月にマーリアとルイの代理結婚が行われた。しかしローマの教皇ウルバヌス6世と結託したハンガリーの貴族たちは、この結婚を正当と認めなかった。
代理結婚から4カ月後、ジギスムントはハンガリーに侵攻し、エリザベタの反対を無視してエステルゴム大司教に自分とマーリアの結婚式を執り行わせた。エリザベタは結婚式を主宰した大司教を恨み、報復として大司教を解任しようと企んだ。
ジギスムントは1385年の秋に故国ボヘミアへ一時的に帰国した。一部の貴族はこの機会をとらえ、マルゲリータ王妃の反対をよそにナポリ王カルロをハンガリー王に選んだ。エリザベタとマーリアはカルロ（カーロイ2世）のハンガリー王戴冠式に出席させられた。エリザベタからは、もはやこの野心的な夫の親族に対する友好感情が消えてしまった。戴冠式の2カ月後、エリザベタはカルロを自分の館に呼び寄せると、自分の面前でカルロを殺させた。エリザベタは直ちにマーリアをハンガリー女王に復帰させ、自分を支持した者に褒賞を与えた。カルロの後継ぎとなった息子ラディズラーオはこの時未成年だったが、成人した後は生涯をハンガリー征服計画に捧げることになった。一部の貴族たちの支持があったものの、ラディズラーオの計画は成功しなかった。摂政に復帰したエリザベタに対する反乱は続発していたが、この反乱を支援していたのはエリザベタの従兄で、ボスニア王になっていたトヴルトコ1世であった。

### 暗殺

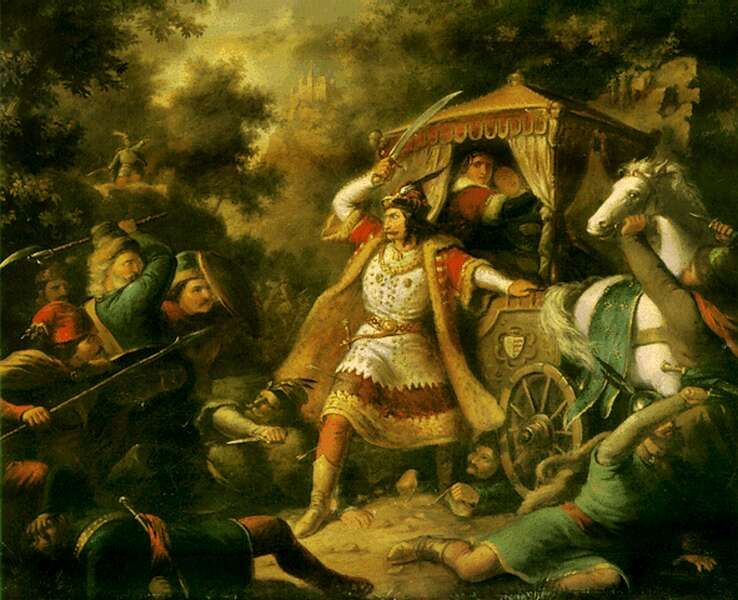
襲撃者からエリザベタとマーリアを守るガライ・ミクローシュ1世

エリザベタは、娘の君主としての権威が自分に対する反対の声を抑えてくれると信じていた。1386年、エリザベタは宮中伯ガライ・ミクローシュ1世に付き添われて、マーリアとともにクロアチアへの訪問旅行に出かけた。亡きナポリ王カルロの遺児ラディズラーオを支持して反乱を続ける、クロアチアの有力貴族ホルヴァート家を説得するためだった。エリザベタ一行はジャコヴォないしザグレブに向かっていた。しかし一行は目的地に到着することはなく、道すがら待ち伏せしていたヤン・ホルヴァート率いる一団の攻撃を受けた。女王一行の随行員たちは襲撃者と戦ったが全員殺され、エリザベタとマーリアは逮捕・投獄された。随行員たちの頭は切り取られて、カルロの未亡人を慰めるためナポリに送られた。エリザベタは謀反者たちに全ての責めは自分が負うので娘を解放してほしいと頼んだが、聞き届けられなかった。
女王とその母はアドリア海沿岸に連行され、ノヴィグラードに監禁された。エリザベタはヴェネツィア人の手引きで娘と一緒に脱出しようと考えたが、この企みは監視役に見破られた。ナポリ王カルロの未亡人マルゲリータは、当初は夫のハンガリー征服戦争に反対していたが、夫を殺された今はエリザベタを憎んでおり、謀反者たちにエリザベタを殺すよう求めた。1387年1月16日、エリザベタは監視役でトヴルトコ1世の同盟者でもあったイヴァニシュ・パリジュナの命令により、マーリアの目の前で絞め殺された。
エリザベタの死の直前、ジギスムントは妻と姑を救出すべく行動を開始した。エリザベタが殺されてまもなく、マーリアは夫の差し向けた軍勢によって助け出された。ジギスムントはエリザベタ殺害の報復として、暗殺者たちを処刑し、その家族を抹殺した。エリザベタの遺体はザダルの聖フリソゴヌス教会に密かに埋葬されていたが、3度目の命日である1390年1月16日にセーケシュフェヘールヴァールの王家の地下納骨堂に移されている。
エリザベタの娘たちはいずれも子供を残すことが出来なかった。マーリアは妊娠に伴う体調の悪化で、ヘドヴィグは難産で娘のエルジュビェタと一緒に亡くなった。ヘドヴィグとその娘が1399年に死んだ時点で、エリザベタの直系子孫はいなくなった。